# Juan Carlos Cardona
Pour les articles homonymes, voir Cardona (homonymie).
Juan Carlos Cardona Ríos, né le 7 septembre 1974 à La Ceja, est un marathonien colombien. Il a remporté trois médailles au marathon des Jeux d'Amérique centrale et des Caraïbes et la médaille de bronze aux Jeux panaméricains de 2011.

## Biographie
Issu d'une famille nombreuse de dix frères et sœurs, Juan Carlos perd sa mère quinze jours après la naissance de son plus jeune frère, José David. Leur père les envoie travailler dans une ferme. Les dix frères et soeurs se serrent les coudes et trouvent une passion commune dans le sport. Juan Carlos s'essaie d'abord au cyclisme sur route, inspiré par Lucho Herrera et Fabio Parra. Il prend part à une course cycliste, mal équipé, avec des baskets et attrape des ampoules aux pieds. Déçu de cette expérience, il laisse tomber le cyclisme et se tourne vers l'athlétisme. Il y entraîne ensuite ses frères Luis Evelio et José David,. Il est ensuite repéré par l'entraîneur José Santos Álvarez qui l'aide à progresser, d'abord sur piste où il se spécialise dans les distances de fond, ainsi que sur route,.
En 2000, il fait ses débuts en marathon. Il s'illustre avec brio sur cette distance en remportant dès sa première participation le titre de champion de Colombie de la discipline. Le 26 novembre, il remporte la première de ses quatre victoires au marathon de Panama.
Juan Carlos décroche sa première médaille internationale lors du marathon des Jeux d'Amérique centrale et des Caraïbes à San Salvador. Alors que le Mexicain Procopio Franco domine la course, Juan Carlos parvient à rester dans les pas du Vénézuélien Luis Fonseca pour s'offrir la médaille de bronze.
Le 30 août 2003, il prend part aux Championnats du monde d'athlétisme à Paris. Il se classe 28e du marathon en 2 h 14 min 52 s.
Il connaît sa première sélection aux Jeux olympiques en 2004 à Athènes où il est l'un des quatre athlètes colombiens masculins engagés. Son compatriote José Alirio Carrasco termine à la 43e place tandis que Juan Carlos se classe 51e en 2 h 22 min 49 s.
Aux Jeux d'Amérique centrale et des Caraïbes 2006 , il affronte à nouveau le Mexicain Procopio Franco sur le marathon. Ce dernier s'empare des commandes de la course qu'il mène en tête de bout en bout. Le reste du peloton s'étirant, Juan Carlos parvient à contrôler sa deuxième place en restant devant le Guatémaltèque Alfredo Arevalo pour décrocher la médaille d'argent.
Le 4 novembre 2007, il remporte la victoire au marathon de Buenos Aires en 2 h 16 min 6 s, décrochant ainsi sa qualification pour les Jeux olympiques d'été de 2008.
Le 24 août 2008, il parvient à remonter de la 80e à la 43e place en 2 h 21 min 57 s sous une chaleur écrasante au marathon des Jeux olympiques à Pékin. Il améliore son temps et sa position par rapport à Athènes.
Le 25 juillet 2010, il participe à ses troisièmes Jeux d'Amérique centrale et des Caraïbes à Mayagüez. Annoncé comme favori, il doit cependant faire face au Guatémaltèque José Amado García et au Mexicain Carlos Cordero. Dans une course très serrée, il s'incline face à ses adversaires et termine sur la troisième marche du podium à une minute du vainqueur José Amado. Le 16 octobre, il s'illustre au marathon de Baltimore face à un plateau relevé, terminant deuxième derrière le Kényan David Ruto Kipkorir mais devant Kimeli Kenedy Kemei. Il établit son record personnel en 2 h 13 min 29 s.
Le 30 octobre 2011, il fait parler son expérience au marathon des Jeux panaméricains à Guadalajara en se hissant aux avant-postes. Il doit cependant s'incliner face au Brésilien Solonei da Silva, très en forme, qui s'impose tandis que son compatriote Diego Colorado parvient à remporter la médaille d'argent en signant son meilleur temps personnel. Juan Carlos remporte finalement la médaille de bronze.
Il participe à ses troisièmes Jeux olympiques en 2012 à Londres. Prenant un départ un peu trop prudent, il se retrouve en queue de peloton. Il parvient à grappiller quelques places et profite de nombreux abandons pour terminer à la 83e place en 2 h 40 min 13 s, ayant offert l'une de ses moins bonnes prestations.
Habitué à s'entraîner dans la région montagneuse d'Antioquia, Juan Carlos n'a cependant jamais participé à une course en montagne. En 2013, il est invité en Suisse avec son frère José David, qui s'est illustré en terminant troisième de Sierre-Zinal 2012. Juan Carlos prend part à sa première course de montagne le 4 août à Thyon-Dixence. Il surprend tout le monde en battant le spécialiste de la discipline, l'Américain Joseph Gray. Une semaine plus tard à Sierre-Zinal, il se retrouve dans le groupe de poursuivants derrière Jonathan Wyatt. À Ponchette, il suit l'Érytréen Azerya Teklay qui s'empare des commandes de la course. À Tignousa, Juan Carlos lance son attaque et s'échappe en tête. Azerya se fait rattraper par Jonathan avant de craquer. Alors que Juan Carlos semble se diriger vers la victoire, l'orientation Marc Lauenstein effectue une remontée fulgurante en fin de course. Il double Jonathan Wyatt puis réussit à passer Juan Carlos au sprint final pour la victoire,.
En 2014, il prend part au marathon de Zermatt avec ses frères José David et Luis Evelio. José David démontre à nouveau ses qualités de coureur en montagne en terminant deuxième derrière le Kényan Paul Maticha Michieka qui bat le record du parcours. Juan Carlos termine cinquième juste devant son frère Luis Evelio. Le 30 novembre, il rate le podium pour un peu plus d'une minute sur le marathon des Jeux d'Amérique centrale et des Caraïbes à Veracruz.
Il manque les qualifications pour le marathon des Jeux olympiques d'été de 2016 mais se console en voyant que son frère José David s'est qualifié. Ce dernier ne participe cependant pas aux Jeux olympiques, la Fédération colombienne d'athlétisme l'ayant recalé au stade de remplaçant.
Il se met au trail à partir de 2018. Il remporte le K42 Colombia en établissant un nouveau record du parcours en 4 h 2 min 5 s. L'épreuve comptant comme championnats de Colombie de trail, Juan Carlos remporte le titre et décroche sa sélection pour les championnats du monde de course en montagne longue distance 2019.

## Palmarès

### Route
| Année | Compétition                              | Lieu                   | Place | Épreuve          | Temps           |
| ----- | ---------------------------------------- | ---------------------- | ----- | ---------------- | --------------- |
| 1997  | Semi-marathon de Neiva                   | Neiva                  | 2e    | Semi-marathon    | 1 h 4 min 59 s  |
| 2000  | Championnats de Colombie de marathon     | La Llanura             | 1er   | Marathon         | 2 h 25 min 7 s  |
| 2000  | Marathon de Panama                       | Panama                 | 1er   | Marathon         | 2 h 20 min 56 s |
| 2001  | Marathon de Caracas                      | Caracas                | 2e    | Marathon         | 2 h 15 min 52 s |
| 2001  | Marathon de Panama                       | Panama                 | 1er   | Marathon         | 2 h 24 min 46 s |
| 2002  | Marathon de Caracas                      | Caracas                | 1er   | Marathon         | 2 h 18 min 0 s  |
| 2002  | Marathon de Madrid                       | Madrid                 | 11e   | Marathon         | 2 h 21 min 47 s |
| 2002  | Marathon de Panama                       | Panama                 | 1er   | Marathon         | 2 h 24 min 10 s |
| 2002  | Jeux d'Amérique centrale et des Caraïbes | San Salvador           | 3e    | Marathon         | 2 h 21 min 27 s |
| 2003  | Marathon de Trinité-et-Tobago            | Port-d'Espagne         | 3e    | Marathon         | 2 h 22 min 14 s |
| 2003  | Marathon de Nashville                    | Nashville              | 4e    | Marathon         | 2 h 14 min 30 s |
| 2004  | Marathon de Nashville                    | Nashville              | 5e    | Marathon         | 2 h 18 min 4 s  |
| 2004  | Marathon de Bogota                       | Bogota                 | 1er   | Marathon         | 2 h 25 min 12 s |
| 2005  | Marathon de Vancouver                    | Vancouver              | 3e    | Marathon         | 2 h 18 min 33 s |
| 2005  | Semi-marathon de Cali                    | Cali                   | 3e    | Semi-marathon    | 1 h 5 min 7 s   |
| 2005  | Marathon de Panama                       | Panama                 | 1er   | Marathon         | 2 h 28 min 40 s |
| 2005  | Marathon de Guayaquil                    | Guayaquil              | 1er   | Marathon         | 2 h 20 min 5 s  |
| 2006  | Marathon de Nashville                    | Nashville              | 5e    | Marathon         | 2 h 18 min 18 s |
| 2006  | Semi-marathon de Rionegro                | Rionegro               | 1er   | Semi-marathon    | 1 h 6 min 34 s  |
| 2006  | Jeux d'Amérique centrale et des Caraïbes | Carthagène des Indes   | 2e    | Marathon         | 2 h 27 min 43 s |
| 2006  | Marathon de Guayaquil                    | Guayaquil              | 1er   | Marathon         | 2 h 23 min 18 s |
| 2007  | Marathon de Miami                        | Miami                  | 2e    | Marathon         | 2 h 18 min 29 s |
| 2007  | Marathon de Guamal                       | Guamal                 | 1er   | Marathon         | 2 h 26 min 20 s |
| 2007  | Marathon de Panama                       | Panama                 | 2e    | Marathon         | 2 h 30 min 32 s |
| 2007  | Marathon de Buenos Aires                 | Buenos Aires           | 1er   | Marathon         | 2 h 16 min 6 s  |
| 2008  | Semi-marathon de Panama                  | Panama                 | 2e    | Semi-marathon    | 1 h 6 min 34 s  |
| 2008  | Jeux nationaux de Colombie               | Cali                   | 1er   | Marathon         | 2 h 23 min 29 s |
| 2009  | Marathon de Santiago                     | Santiago               | 3e    | Marathon         | 2 h 20 min 16 s |
| 2009  | Marathon de Montréal                     | Montréal               | 3e    | Marathon         | 2 h 17 min 35 s |
| 2010  | Semi-marathon de Panama                  | Panama                 | 2e    | Semi-marathon    | 1 h 6 min 48 s  |
| 2010  | Marathon de Nashville                    | Nashville              | 2e    | Marathon         | 2 h 15 min 51 s |
| 2010  | Jeux d'Amérique centrale et des Caraïbes | Mayaguez               | 3e    | Marathon         | 2 h 22 min 35 s |
| 2010  | Marathon de Baltimore                    | Baltimore              | 2e    | Marathon         | 2 h 13 min 29 s |
| 2011  | Course de Girardot                       | Girardot               | 3e    | 15 kilomètres    | 49 min 15 s     |
| 2011  | Marathon de Boston                       | Boston                 | 12e   | Marathon         | 2 h 12 min 17 s |
| 2011  | Semi-marathon de Panama                  | Panama                 | 3e    | Semi-marathon    | 1 h 9 min 50 s  |
| 2011  | Jeux panaméricains                       | Guadalajara            | 3e    | Marathon         | 2 h 18 min 20 s |
| 2011  | Marathon de Panama                       | Panama                 | 2e    | Marathon         | 2 h 29 min 14 s |
| 2012  | Marathon de Caracas                      | Caracas                | 1er   | Marathon         | 2 h 19 min 18 s |
| 2012  | Marathon de Rotterdam                    | Rotterdam              | 12e   | Marathon         | 2 h 15 min 17 s |
| 2012  | Jeux nationaux de Colombie               | Santander de Quilichao | 1er   | Marathon         | 2 h 23 min 52 s |
| 2013  | Marathon de Trinité-et-Tobago            | Port-d'Espagne         | 1er   | Marathon         | 2 h 23 min 52 s |
| 2013  | Marathon de Caracas                      | Caracas                | 1er   | Marathon         | 2 h 18 min 23 s |
| 2013  | Semi-marathon de Panama                  | Panama                 | 3e    | Semi-marathon    | 1 h 10 min 8 s  |
| 2013  | Marathon de Medellín                     | Medellín               | 1er   | Marathon         | 2 h 22 min 30 s |
| 2013  | Marathon de Panama                       | Panama                 | 2e    | Marathon         | 2 h 21 min 56 s |
| 2014  | Marathon de Trinité-et-Tobago            | Port-d'Espagne         | 3e    | Marathon         | 2 h 26 min 51 s |
| 2014  | Course de Girardot                       | Girardot               | 1er   | Course populaire | 42 min 55 s     |
| 2014  | Semi-marathon de Panama                  | Panama                 | 3e    | Semi-marathon    | 1 h 9 min 24 s  |
| 2014  | Marathon de Medellín                     | Medellín               | 1er   | Marathon         | 2 h 20 min 25 s |
| 2014  | Jeux d'Amérique centrale et des Caraïbes | Xalapa                 | 4e    | Marathon         | 2 h 21 min 32 s |
| 2015  | Marathon de Trinité-et-Tobago            | Port-d'Espagne         | 1er   | Marathon         | 2 h 21 min 20 s |
| 2015  | Semi-marathon de Montevideo              | Montevideo             | 1er   | Semi-marathon    | 1 h 7 min 39 s  |
| 2015  | Marathon de Caracas                      | Caracas                | 2e    | Marathon         | 2 h 22 min 50 s |
| 2015  | Marathon de Cali                         | Cali                   | 1er   | Marathon         | 2 h 26 min 23 s |
| 2016  | Marathon de Trinité-et-Tobago            | Port-d'Espagne         | 2e    | Marathon         | 2 h 29 min 9 s  |
| 2016  | Maratón Correcaminos                     | San José               | 3e    | Marathon         | 2 h 31 min 31 s |
| 2016  | Tamarindo Beach Marathon                 | Tamarindo (es)         | 3e    | Marathon         | 2 h 41 min 14 s |

### Course en montagne
| no  | masculin          | Course              | Longueur | Départ         | Temps           |
| --- | ----------------- | ------------------- | -------- | -------------- | --------------- |
| 1re | Médaille d'or     | Thyon-Dixence       | 16,35 km | 4 août 2013    | 1 h 10 min 34 s |
| 2e  | Médaille d'argent | Sierre-Zinal        | 31 km    | 11 août 2013   | 2 h 32 min 30 s |
| 5e  | 5e                | Marathon de Zermatt | 42,2 km  | 5 juillet 2014 | 3 h 6 min 15 s  |
| 2e  | Médaille d'argent | Thyon-Dixence       | 16,35 km | 2 août 2015    | 1 h 12 min 37 s |
| 5e  | 5e                | Sierre-Zinal        | 31 km    | 9 août 2015    | 2 h 35 min 43 s |

### Trail
| no  | masculin          | Course                  | Longueur | Départ        | Temps           |
| --- | ----------------- | ----------------------- | -------- | ------------- | --------------- |
| 1re | Médaille d'or     | Pacifik Trail           | 42 km    | 18 mars 2018  | 4 h 7 min 56 s  |
| 1re | Médaille d'or     | Merrell Trail Tour      | 42 km    | 15 avril 2018 | 5 h 13 min 26 s |
| 1re | Médaille d'or     | K42 Colombia            | 42 km    | 25 août 2018  | 4 h 2 min 5 s   |
| 1re | Médaille d'or     | Merrell Trail Tour      | 42 km    | 28 avril 2019 | 4 h 15 min 10 s |
| 1re | Médaille d'or     | Pijao Trail 21K Skyrace | 21 km    | 23 juin 2019  | 2 h 54 min 7 s  |
| 2e  | Médaille d'argent | Mexatrail               | 40 km    | 30 juin 2019  | 4 h 1 min 27 s  |

## Records
| Épreuve       | Performance     | Date            | Lieu                 |
| ------------- | --------------- | --------------- | -------------------- |
| 10 000 mètres | 30 min 40 s 0   | 10 avril 2010   | Medellín             |
| 10 kilomètres | 31 min 18 s     | 3 novembre 2013 | Carthagène des Indes |
| 15 kilomètres | 47 min 20 s     | 14 octobre 2007 | Soacha               |
| Semi-marathon | 1 h 5 min 7 s   | 3 juillet 2005  | Cali                 |
| Marathon      | 2 h 13 min 29 s | 16 octobre 2010 | Baltimore            |